# HD 63077
HD 63077，又名CD-33 4113，SAO 198404、HR 3018，是一颗恒星，视星等为5.37，位于銀經249.13，銀緯-4.81，其B1900.0坐标为赤經7h 41m 51.1s，赤緯-33° -4.81′ 32″。